# Двополярність

Двополярний світ часів Холодної війни

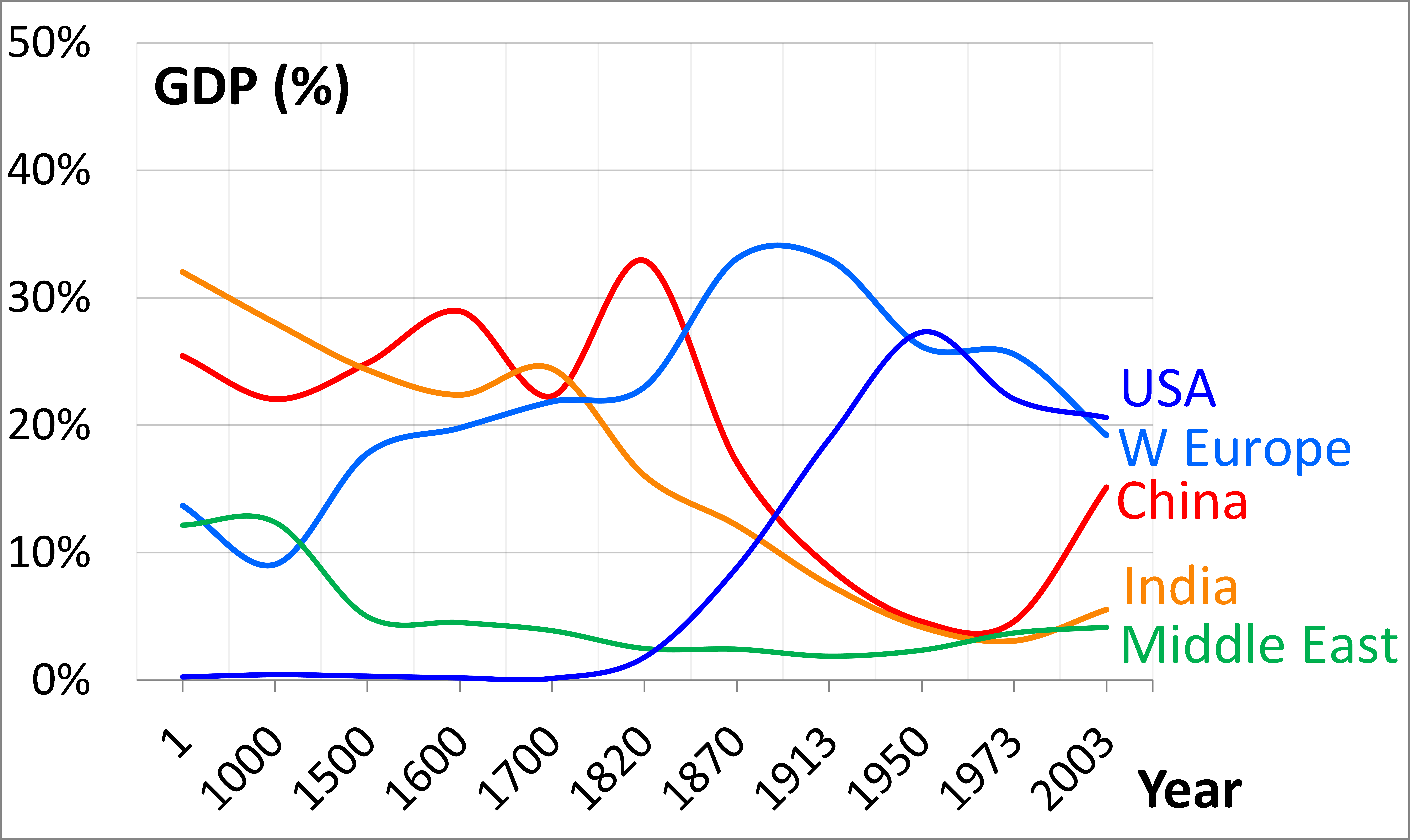
Оцінка найбільших економік світу (ВВП) від 1000 до 2003 року.

Двополярність (також біполярність, двополюсність) — уявлення, інтерпретація або концепція політичної структури світу як такої, що утворюється з «двох Полюсів», де переважають дві наддержави, відносини між якими визначають стан системи міжнародних відносин.
Одне з центральних понять геополітики 20 століття. Йдеться про поділ світу на дві основні групи держав — «країни соціалістичної співдружності», а точніше радянський блок очолювані СРСР — з одного боку, та «західні» країни Західної Європи, Північної Америки та Австралії очолювані США. Країни, що не входили до цих двох блоків-полюсів, звалися «країнами що не приєдналися» або країнами «Третього світу».

## Концепція
За цією концепцією кожна наддержава створює навколо себе центр впливу, де домінує, а також змагається зі державою-суперницею за вплив серед третіх країн. В часи «Холодної війни» домінантною була думка, що причиною таких змагань є ідеологічна боротьба між двома сторонами, що обмежується військовим чинником (перегонів озброєнь).

## Значення у сучасному світі
На рубежі 20-21 століття більш реальним і визначальним виявилося не військове змагання, а економічне, яке один з «полюсів» (СРСР) не витримав, повністю програв і тому розвалився.
Після розпаду СРСР, краху всесвітньої комуністичної ідеології та військово-політичної системи біполярна картина світу втратила реальне матеріальне підґрунтя. У 21 столітті говорять про «три-» та більш «полярну» систему, виділяючі такі «центри сили» як США (економічний та військовий потенціал), Європейський Союз (економічний потенціал), Китай, Росія (тільки військовий ядерний потенціал) та Ісламський світ (підривний потенціал партизанської та терористичної війни).
Біполярна картина світу продовжує існування і лишається панівною лише у ностальгічному та неадекватному сучасності імперському менталітеті путінського режиму Росії[джерело?]. Внаслідок фізичної неспроможності Росії грати у світі роль «Другого полюса», владному режиму доводиться маневрувати — шукати «союзників» у Китаї (вже тільки у ролі «молодшого партнера»), та в ролі «старшого партнера» серед «соціалістичних» диктаторських режимів бідних країн Латинської Америки (Нікарагуа, Венесуела, Болівія) та серед залишків своїх колишніх союзників на ісламському Близькому Сході (режим Б. Асада в Сирії та Іран).